# Wiedemannia graeca
Wiedemannia graeca är en tvåvingeart som beskrevs av Vaillant och Wagner 1990. Wiedemannia graeca ingår i släktet Wiedemannia och familjen dansflugor.
Artens utbredningsområde är Grekland. Inga underarter finns listade i Catalogue of Life.